# Kohoutov (národní přírodní rezervace)
Kohoutov je národní přírodní rezervace východně od Ostrovce v okrese Rokycany v Plzeňském kraji. Rezervace byla vyhlášena roku 1966 za účelem ochrany přirozeného lesního porostu s odpovídající bylinnou skladbou a je součástí chráněné krajinné oblasti Křivoklátsko. Dominující dřevinou je buk lesní, v příměsi jsou přítomni dub zimní a lípa malolistá, na sutích se přidává javor mléč a jasan ztepilý. Nejhojnějšími bylinami jsou kyčelnice cibulkonosná a bažanka vytrvalá. Kohoutovský prales je v soukromém vlastnictví jako součást panství rodu Jerome Colloredo-Mannsfeld.

## Lokalita
NPR Kohoutov leží na severovýchodním okraji plzeňského kraje, v katastrálním území Ostrovec u Terešova obce Ostrovec-Lhotka v okrese Rokycany. Od vesnice Ostrovec je rezervace vzdálena vzdušnou čarou cca 3 km východně. Poblíž rezervace vede zelená a žlutá turistická značka, avšak chráněnému území se vyhýbá. Ačkoli rezervací vedou dvě udržované lesní cesty, není veřejnosti do rezervace vstup povolen. Rezervace se rozkládá na pravém svahu Ostroveckého potoka v nadmořské výšce od 420 m do 576 m. Svah je orientován jihozápadním směrem. Celé území rezervace je pokryto lesním porostem.

## Historie

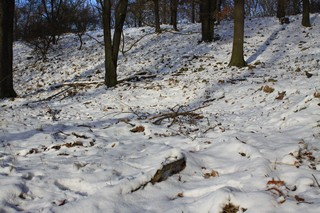
Plošina po milíři

Kohoutovský prales byl díky svému přirozenému charakteru vyjmut z běžného hospodaření již ve třicátých letech dvacátého století. Zasloužili se o to Colloredo Mansfeldové, majitelé Zbirožského panství, k němuž Kohoutov náleží. Státní ochrany se Kohoutov dočkal v roce 1966, když jej Ministerstvo kultury ČSR vyhlásilo za Národní přírodní rezervaci. Přirozený charakter si Kohoutov v minulosti uchoval i díky tomu, že nebylo možné pokácené kmeny splavovat. I v pozdějších dobách, kdy byly okolní porosty narušovány těžbou, pastvou, či požáry, si Kohoutov zachovával svůj přirozený charakter. Pravděpodobně však ani Kohoutovu se nevyhnula toulavá těžba palivového či stavebního dříví a právě jako stavební dříví se hojně těžila jedle, což téměř způsobilo její pozdější vymizení. Až do konce 19. století se dřevo z listnatých stromů přímo na místě pálilo v milířích. Stopy této činnosti jsou dosud v terénu patrné v podobě malých rovných a kruhových plošin.

## Přírodní poměry

### Klimatické podmínky
Oblast spadá do klimatického okrsku B-5, tedy mírně teplý, mírně vlhký, vrchovinný. Průměrný roční úhrn srážek je 577 mm a průměrná roční teplota je 7,1 °C. Oblast je odvodňována Ostroveckým potokem, který se vlévá do Zbirožského potoka a ten je levým přítokem Berounky.

### Geologie a pedologie

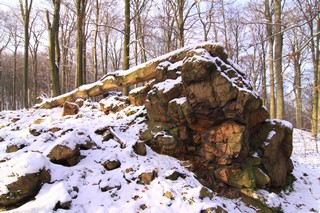
Ryolit

Území patří do geomorfologického celku Křivoklátská vrchovina a podcelku Zbirožská vrchovina. Jelikož se Zbirožská vrchovina rozkládá na vulkanických horninách křivoklátsko-rokycanského pásma, tvoří geologické podloží ryolity a ryolitové tufy. V severozápadní části rezervace vystupuje mateční hornina na povrch. Půdy jsou oligotrofní a mezotrofní hnědozemě, v nižších partiích rezervace se vlivem Ostroveckého potoka vytvořily gleje a pseudogleje.

### Flóra
Flóra NPR Kohoutov je poměrně chudá a náleží do dvou rostlinných společenstev. Na 90% plochy se rozkládají květnaté bučiny, zastoupeny jsou bukem lesním (Fagus sylvatica), v příměsi se vyskytuje dub zimní (Quercus petraea) a lípa malolistá (Tilia cordata). V podrostu jsou kyčelnice cibulkonosná (Dentaria bulbifera), bažanka vytrvalá (Mercurialis perennis), ječmenka evropská (Hordelymus europaeus) a pšeníčko rozkladité (Milium effusum). Na zbývající ploše jsou suťové lesy s dubem zimním, javorem mléčem (Acer platanoides), jasanem ztepilým (Fraxinus excelsior) a bukem. Ve vrcholových partiích je patrný přechod do doubrav a na skalním hřebeni se výjimečně tvoří suché trávníky s lipnicí hajní (Poa nemoralis). V rozvolněných plochách je vyvinuto keřové patro, které je tvořeno např. růží (Rosa sp.div.), bezem červeným (Sambucus racemosa), nebo slivoní trnkou (Prunus spinosa). Na území rezervace byl nalezen i ohrožený druh mechu Platygyrium repens.

### Mykoflóra
V letech 2006–2007 byl proveden mykologický průzkum rezervace. Ze zajímavějších druhů byly nalezeny čepičatka pochybná (Conocybe ambigua), čepičatka prostřední (Pholiotina intermedia), čirůvka opálená (Tricholoma ustaloides), korálovec bukový (Hericium coralloides), korálovec ježatý (Hericium erinaceus), kržatka plodomilná (Flammulaster carpophilus), kržatka hnědoolivová (Simocybe centunculus), lupeník březový (Lenzites betulina), outkovečka Höhnelova (Antrodiella hoehnelii), pavučinec hnědofialový (Cortinarius balteatocumatilis), helmovka šafránová (Mycena crocata), špička cibulová (Marasmus alliaceus), štítovka huňatá (Pluteus hispidulus), štítovka stinná (Pluteus umbrosus), štítovka šedožlutavá (Pluteus griseoluridus), třepenitka drobná (Hypholoma subviride) a závojenka buková (Entoloma placidum)

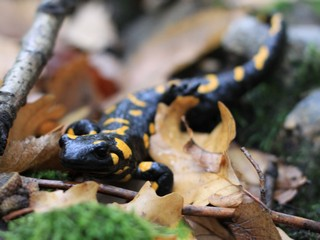
Mlok skvrnitý

### Fauna
Z chráněných živočichů se na území rezervace pravidelně vyskytují např. obojživelníci mlok skvrnitý (Salamandra salamandra), čolek horský (Triturus alpestris) a kuňka žlutobřichá (Bombina variegata). Ve stromových dutinách si staví hnízda holub doupňák (Columba oenas), nebo lejsek malý (Ficedula parva), dutiny rovněž využívají netopýr ušatý (Plecotus auritus) a netopýr brandtův (Myotis brandtii), kuňky loví čáp černý (Ciconia nigra). Ve velkých množstvích vyskytují srnec obecný (Capreolus capreolus), jelen lesní (Cervus elaphus), jelen sika (Cervus nippon), prase divoké (Sus scrofa) a muflon obecný (Ovis musimon), kteří okusem výrazně ovlivňují dynamiku přirozené obnovy. Jelikož se v rezervaci nachází velké množství mrtvé dřevní hmoty, vyskytuje se zde množství druhů bezobratlých vázaných na mrtvé dřevo. Jedná se například o kozlíčka (Mesosa nebulosa) z čeledi tesaříkovití nebo roháčka bukového (Sinodendron cylindricum). Největší pozornost však jistě upoutá roháč obecný (Lucanus cervus).

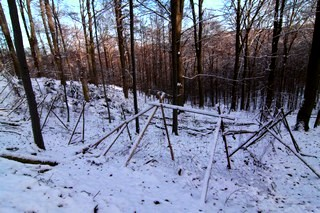
Oplocenka

## Management ochrany a hospodaření
Rezervace patří dle kategorizace IUCN do kategorie IV-řízená rezervace. Území je již 200 let prakticky ponecháno bez zásahů. V letech 1999 až 2000 byly instalovány oplocenky proti okusu na šesti plochách v místech prosvětlení porostu, v pěti plochách byla vysazena jedle bělokorá. Plánované budoucí zásahy mají pokračovat v instalaci oplocenek, protože prakticky jen tak lze předejít okusu přirozeného zmlazení nebo uměle vysázených jedlí. Vysoké stavy zvěře představují jisté riziko pro flóru jednak bráněním přirozené obnovy porostů, jednak přispívají k šíření antropofyt. Pravděpodobně nadměrným okusem došlo k vymizení lilie zlatohlavé (Lilium martagon).
Turistika nepředstavuje pro rezervaci hrozbu, jelikož rezervací nevedou žádné turistické stezky a území není turisticky atraktivní.[zdroj?]